# Stare Chechło
Stare Chechło (niem. Alt Chechlau) – dawniej samodzielna wieś i gmina, obecnie niestandaryzowana nazwa części wsi Świerklaniec w województwie śląskim, w powiecie tarnogórskim, w gminie Świerklaniec.
Stare Chechło obejmuje Stare Chechło właściwe (niem. Alt-Chechlau), którego oś stanowi ul. Główna oraz Żabieniec (niem. Zabinietz).

## Historia
Nazwa wsi pochodzi od słowa „chechły”, w języku staropolskim oznaczała mokradła i podmokłe łąki.
Historycznie leży w większości na Górnym Śląsku. Od 1742 wieś i dobra ziemskie Stare Chechło należały do powiatu bytomskiego; mieszkańcy pracowali głównie w pobliskich kopalniach. Od 1922 w Polsce i województwie śląskim, w powiecie tarnogórskim. Początkowo istniały zarówno gmina jednostkowa, jak i obszar dworski Stare Chechło. Obszar dworski zniesiono już na początku lat 1920., a gminę 1 kwietnia 1929, włączając ją do gminy Świerklaniec.